# 솔라시도 ~네네~
솔라시도 ~네네~(일본어: ソラシド〜ねえねえ〜 소라시도 ~네네~[*])는 Buono!의 통산 14번째 싱글이자, DVD 싱글이다. 2016년 9월 21일 발매했다. 유통사는 Zetima다.

## 개요
- DVD 싱글로서 발매. 8월 25일에 행해진 Buono! Festa 2016(일본 무도관 공연)에서 회장 선행 발매.

## 수록곡

### DVD
1. 솔라시도 ~네네~(ソラシド〜ねえねえ〜) (Music Video)
(밴드 Dolce 참가)
2. 솔라시도 ~네네~(ソラシド〜ねえねえ〜) (Dance Shot Ver.)
3. 특별영상 록의 성지 (特典映像 ロックの聖地) (@Recording)
(기타 : 니시카와 스스무　베이스 : 타카마 유이치　드럼 : 이시이 유우야　오르간 : 모치키야즈노리 참가)

### CD
1. 솔라시도 ~네네~(ソラシド〜ねえねえ〜)
(작사 · 작곡：츠노 마이사　 편곡：니시카와 스스무)
2. 록의 성지(ロックの聖地)
(작사：호시베 쇼　작곡 : 호시 해피　편곡：니시카와 스스무)
3. 솔라시도 ~네네~(ソラシド〜ねえねえ〜) (Instrumental)
4. 록의 성지(ロックの聖地) (Instrumental)